# البهائيون حول العالم
البهائيون، وتعرف رسميًا بـ «الجامعة البهائية»، هم أتباع الديانة البهائية.
يسعى البهائيون منذ بداية ظهور رسالة بهاء الله، للمساهمة في المشاريع الراميّة للتقدم الاجتماعي، على المستوى المحلي والوطني والعالمي، من خلال القيام بمبادراتٍ ملموسةٍ في مناطقهم السكنية ومجتمعاتهم المحلية. وفقًا للتعاليم البهائية، فإنه من خلال خدمة الآخرين، يمكن للإنسان أن يحقق أسمى الأهداف في الحياة، فكما كان الغرض من الشمعة هو نشر النور، فكذلك خُلِقت الروح البشرية للعطاء بسخاءٍ. يعمل البهائيون في سبيل تحقيق هدفٍ مشتركٍ واحدٍ وهو خدمة الإنسانية. ويسعى المجتمع البهائي أينما كان إلى غرس الأمل في مستقبل البشرية، والاحتفاء بمساعي جميع الذين يعملون لتعزيز الوحدة المتأصلة في الجنس البشري، وتحسين الظروف الروحية والمادية في العالم.
للجامعة البهائية عالميًا سواءً كانت ممثلةً في أفرادها أو في هيئاتها الإدارية، نشاطاتٌ عدةٌ في شتى المجالات التي تتعلق بخدمة المجتمع، ومنها تأسيس العدالة الاجتماعية، وترويج مكانة وتأثير الدين في المجتمع، ومجالات النمو الروحي للفرد، وغيرها، يدفعهم في هذا مبدأ وحدة العالم الإنساني. وفي العقود الأخيرة ساهم البهائيون في العديد من النشاطات الاجتماعية والاقتصادية التي أدت إلى خدمة المجتمعات التي يعيشون فيها والمساعدة في مشاريع التطوير الاجتماعي والاقتصادي والتقافي، وخاصةً في العديد من الدول النامية.

## المساهمة في حياة المجتمع
لقد دعى بهاءالله أتباعه إلى أن يضعوا جلّ اهتمامهم في سد احتياجات العصر الذي يعيشون فيه وأن تتمحور مشاوراتهم حول لوازمه ومتطلّباته. لذا، نادى بهاء الله بالعمل من أجل خير العموم، وبناءً على ذلك فإن البهائيين يسعون منذ وقتٍ طويلٍ للمساهمة في المشاريع الراميّة للتقدم الاجتماعي على المستوى المحلي والوطني والعالمي من خلال اتخاذ مبادراتٍ ملموسةٍ في أحيائهم وقراهم ومجتمعاتهم.
يؤمن البهائيون بأن كل شخصٍ مسؤولٌ عن تطوره الروحي، فلا يوجد رجال دينٍ في العقيدة البهائية. بدلًا من ذلك، هناك محافل روحانية تقوم بإدارة شؤون البهائيين في كل بلدٍ. ويتم تنفيذ أنشطة تنمية المجتمع من قِبَل الأفراد، ضمن إطارٍ شاملٍ مستمدٍ من التعاليم البهائية، وهي متاحةٌ للناس من جميع الخلفيات. هذا الانفتاح هو سمةٌ مميزةٌ للأنشطة البهائية؛ حيث أن الناس من جميع الأصول الدينية والعرقية والثقافية يتشاركون جنبًا إلى جنبٍ. ثمة العديد من الأنشطة المشتركة بين البهائيين في جميع أنحاء العالم، وهي متاحةٌ للمشاركة من قِبَل الجميع، تشمل فضاءات لتلاوة الأدعية، وأنشطة خاصة ببناء القدرات الروحية والأخلاقية بين الأطفال والشباب الناشئ، ولقاءات تتم لدراسة ومناقشة تطبيق المبادئ الروحية في الحياة اليومية، وأنشطة تتعلّق بخدمة المجتمع. وتهدف جميع هذه الأنشطة إلى تحقيق التعايش والسلام ورفاه الإنسانية.
أما على الصعيد العالمي، عملت الجامعة البهائية العالمية على مدار أعوامٍ عدةٍ، مع منظمات الأمم المتحدة والحكومات الوطنية والجماعات الدينية على إقامة الحوار بين الأديان وتعزيز التعايش، والنهوض بحقوق الإنسان، والنهوض بالمرأة، والتعليم الشامل، وتشجيع التنمية الاقتصادية العادلة، وحماية البيئة، والشعور بالمواطنة العالمية. تتعاون الجامعة البهائية العالمية مع الحكومات والأمم المتحدة والمنظمات الحكومية الدولية والمنظمات غير الحكومية الأخرى في المشاريع التنموية الاقتصادية والاجتماعية. في مايو 1970 اكتسبت مركزًا استشاريًا لدى المجلس الاقتصادي والاجتماعي للأمم المتحدة، وفي عام 1976 مع منظمة الأمم المتحدة للطفولة. ثم في عام 1989 طوّرت الجامعة البهائية العالمية علاقة عملٍ مع منظمة الصحة العالمية، ولديها أيضًا علاقة عملٍ مع العديد من وكالات ومؤسسات الأمم المتحدة الأخرى، بما في ذلك صندوق الأمم المتحدة الإنمائي للمرأة، وبرنامج الأمم المتحدة للبيئة. كما عملت الجامعة البهائية العالمية في برامج إنمائيةٍ مشتركةٍ مع مختلف وكالات الأمم المتحدة؛ على سبيل المثال، في منتدى الألفية للأمم المتحدة لعام 2000، تمت دعوة أحد البهائيين ليكون المتحدث الوحيد غير الحكومي خلال القمة.

## التركيبة السكانية
أفادت وثيقةٌ نشرها البهائيون أن 4.74 مليون بهائي في عام 1986م نموا بمعدلٍ سنويٍ قدره 4.4٪. وتقدر المصادر البهائية منذ عام 1991م أن عدد البهائيين في جميع أنحاء العالم يزيد عن 5 ملايين. قدّرت الموسوعة المسيحية العالمية بوجود 7.1 مليون بهائيٍ في العالم في عام 2000م، يمثلون 218 دولة،  و 7.3 مليون في عام 2010م  من نفس المصدر. ويذكر هذا المصدر كذلك أن: «الدين البهائي هو الدين الوحيد الذي نما بوتيرةٍ أسرع في كل منطقةٍ من مناطق الأمم المتحدة على مدى المائة عام الماضية من عامة السكان؛ وبالتالي كانت البهائية الدين الأسرع نموًا بين عامي 1910م و 2010م، حيث نما مرتين على الأقل بأسرع تعداد سكان كل منطقةٍ من مناطق الأمم المتحدة تقريبًا».
يعيش أكبر عددٍ من البهائيين في العالم في الهند، والتي تضم حوالي 1880700 بهائيًا. وتمثل العقيدة البهائية حاليًا أكبر أقلّيةٍ دينيةٍ في إيران، وبنما، وبليز، وثاني أكبر ديانةٍ دوليةٍ في بوليفيا، وزامبيا، وبابوا غينيا الجديدة، وثالث أكبر ديانةٍ دوليةٍ في تشاد  وكينيا.

وفقًا لتقويم العالم وكتاب الحقائق 2004م (بالإنجليزية: World Almanac and Book of Facts 2004)‏:
يعيش غالبية البهائيين في آسيا (3.6 مليون)، وأفريقيا (1.8 مليون)، وأمريكا اللاتينية (900000). وفقًا لبعض التقديرات، يوجد أكبر مجتمعٍ بهائيٍ في العالم في الهند، حيث يبلغ عددهم 2.2 مليون بهائي، تليها إيران، بـ 350.000، والولايات المتحدة بـ 150.000، والبرازيل بـ 60.000. بصرف النظر عن هذه البلدان، يختلف تعداد البهائيين في الدول الأخرى بشكلٍ كبيرٍ.
العقيدة البهائية هي ديانةٌ متوسطة الحجم من حيت عدد أتباعها  وقد أُدرجت في كتاب بريتانيكا للعام (1992 حتى الآن) كثاني أكثر ديانات العالم المستقلة انتشارًا من حيث عدد الدول الممثلة. وفقًا لبريتانيكا، انتشر الدين البهائي (اعتبارًا من عام 2010) في 221 دولةٍ ومنطقةٍ، ويقدّر عدد أتباعه في جميع أنحاء العالم بسبعة ملايين. بالإضافة إلى ذلك، فإن البهائيين منظمون ذاتيًا في معظم دول العالم. ولقد تم تصنيف العقيدة البهائية في عام 2007م من قبل مجلة فورين بوليسي كثاني أسرع دينٍ في العالم من حيث زيادة النسبة المئوية لعدد المنتسبين إليها بمعدل (1.7٪).
وفقًا لإحصاءات عام 2001، يبلغ عدد المناطق التي يعيش فيها البهائيون 12,7381 منطقةً منتشرةً في 190 دولةٍ ومنطقةٍ تابعةٍ. وفقًا للإحصاءات نفسها، هناك 11,740 محافل روحانية محلية و 33 دار نشر بهائية، وتُرجمت النصوص البهائية إلى 802 لغة في العالم. يمثّل البهائيون ما يقرب من 2,112 قبيلةٍ وعرقٍ وقومٍ في العالم. هناك 11 دار عبادة بهائية في العالم، ثمانية منها قارية وثلاثة دور عبادة محلية. بالإضافة إلى ذلك، تم البدء في تنفيذ خططٍ لأربعة معابد أخرى.
وفقًا لإحصائيات المركز البهائي العالمي، يوجد حاليًا 192 محفل روحاني مركزي في العالم. ينظّم البهائيون في جميع أنحاء العالم أكثر من 60,000 صفًا للتربية الروحانية للأطفال ومجموعات الشباب الناشئ الذين تتراوح أعمارهم من 12 إلى 15 عامًا، وهي مفتوحةٌ لمشاركة الجميع. قام البهائيون عالميًا بتنفيذ أكثر من 70,000 مشروعٍ للتنمية الاجتماعية والاقتصادية قصيرة المدى، ولازال 1,500 مشروع للتنمية الاجتماعية والاقتصادية طويل المدى قيد التنفيذ. كما أنشأ البهائيون أكثر من 150 منظمةٍ للتنمية الاجتماعية والاقتصادية في أجزاء مختلفةٍ من العالم.

## تاريخ الجامعة البهائية عالميًا

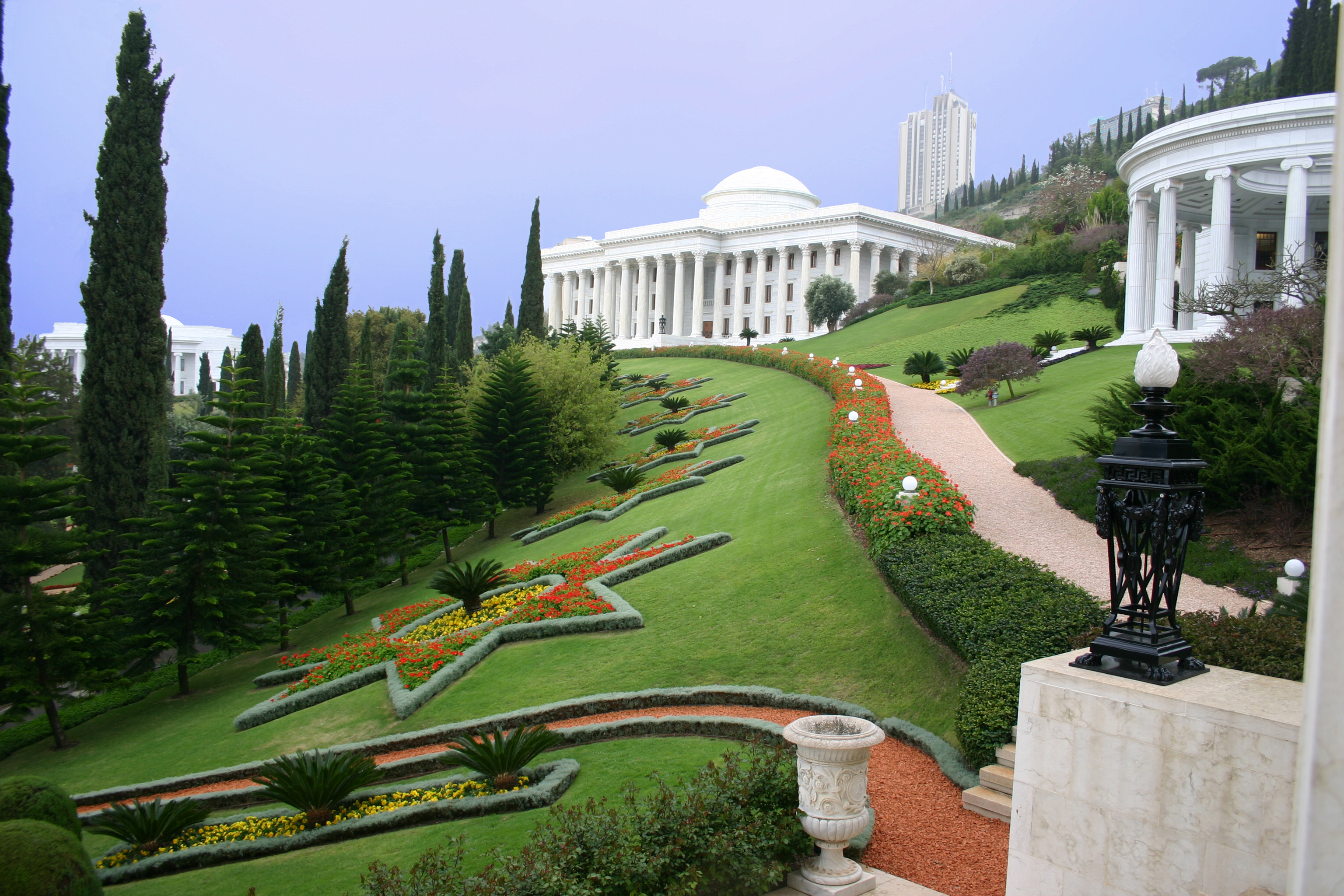
بناية بيت العدل الأعظم على سفح جبل الكرمل في حيفا بإسرائيل.

### أثناء حياة بهاء الله
كتب بهاء الله خلال الأربعين سنةً التي أعلن فيها دعوته، والتي قضى معظمها في الحبس والنفي، العدد الوفير من الكتب والرسائل باللغتين العربية والفارسية. تم التعرف على حوالي 15,000 أثرٍ مكتوبٍ عن بهاء الله. ومن بين أعماله العظيمة والمهمة الكتاب الأقدس (كتاب التشريع)، و كتاب الإيقان، والكلمات المكنونة، والوديان السبعة، والوديان الأربعة، وجواهر الأسرار. وخلال إقامته في أدرنة (تركيا) سنة 1866، وكذلك بعدها خلال سجنه في قلعة عكا سنة 1868م، أرسل بهاءالله عدة رسائل إلى ملوك وسلاطين ذلك العصر ولبابا الكنيسة الكاثوليكية، أعلن لهم فيها عن دعوته، ودعاهم فيها إلى نبذ الخلافات وإلى العمل من أجل وحدة العالم ومن أجل السلام العام. وكان من ضمن هؤلاء، السلطان عبد العزيز سلطان الإمبراطورية العثمانية، وناصر الدين شاه إمبراطور بلاد فارس، ونابليون الثالث رئيس فرنسا، والملكة فكتوريا ملكة بريطانيا، وملك النمسا، وقيصر روسيا وغيرهم.
أكدت كتابات بهاء الله مرارًا أن رسالته موجهةٌ إلى جميع البشر، وأن الغرض من تعاليمه هو إعادة بناء العالم والنهوض بالإنسانية جمعاء، وستفتح رسالته عهدًا جديدًا في تاريخ البشرية لتعيش في تناغمٍ وانسجامٍ وتعايشٍ. نادى بهاء الله صراحةً بمبدأ وحدة الجنس البشري، وحثّ رؤساء الدول على العمل معًا لحل النزاعات القائمة وتحقيق السلام، والحفاظ عليه من خلال خلق الأمن الجماعي. كما دعا إلى اعتماد لغةٍ وكتابةٍ دوليةٍ من أجل تحقيق مجتمعٍ عالميٍ موحدٍ، وتعزيز نظام التعليم العام والإلزامي، وإنشاء عملةٍ وقياسٍ واحدٍ. أكّد بهاء الله في تعالميه على نبذ التعصبات الدينية والعرقية وتجنب القومية المتطرفة. ذكر بهاء الله في كتاباته أن الرجل والمرأة متساويان عند الله ولا تفوّق لأحدهما على الآخر. دعى في تعاليمه بقوةٍ إلى تحرير المرأة، وحظر العديد من الممارسات التمييزية ضد المرأة؛ مثل الزواج المؤقت، أو الزواج القسري، وزواج الفتيات تحت سن الخامسة عشر، والطلقات الثلاث، كما أن تركيزه على تعليم الفتيات هو مثالٌ آخرٌ على دعمه لتحسين وضع المرأة.
في آخر تسعة عشر عامًا من حياته، كتب بهاء الله أعمالًا مهمةً، بما في ذلك لوح الإشراقات، ولوح البشارات، ولوح التجلیات، ولوح الطرازات، والتي شرح فيها المبادئ الأخلاقية والروحية للنظام العالمي، بما في ذلك سيادة القانون والطاعة للحكومة، وفصل الدين عن السياسة، واختيار مبدأ مشترك للغةٍ وخطٍ عالميٍ، وتحريم الجهاد، وضرورة تعليم وتربية الأطفال، وتعزيز وحدة الجنس البشري، وتحقيق السلام العالمي. واستمر في كتاباته التي تعتبر المصدر الأول للتشريع والروحانيات والنظام الإداري البهائي، وقام بتدوين تعاليمه وأحكام الدين البهائي في صحفٍ، وكتبٍ، ورسائل، وسورٍ، وألواحٍ عديدةٍ تُعدّ بالآلاف. تمت ترجمة أعمال بهاء الله إلى أكثر من 800 لغةٍ في العالم ونُشرت حتى اليوم في أكثر من 200 دولةٍ.
توفي بهاء الله عام 1892م ودفن بالقرب من مدينة عكاء التي أصبحت بعد ذلك وجهة الحج لأتباعه، وتُعرف اليوم بـ الروضة المباركة. انتشر الدين البهائي أثناء حياة بهاء الله إلى كلٍ من مصر وسوريا والأناضول القوقاز وآسيا الوسطى والهند.

### أثناء دورة عبد البهاء
لقد صرّح بهاء الله بصورةٍ رسميةٍ وصريحةٍ في وصيته «كتابُ عهدي» الذي كتبه بخط يده، وكذلك ذكر بصورةٍ واضحةٍ في «الكتاب الأقدس» خلافة ابنه الأكبر عبد البهاء له، وطلب من البهائيين أن يتبعوه بعد وفاته. وقد سبق له أن أشار بصورةٍ واضحةٍ إلى عبد البهاء أيضًا في كتاباتٍ أخرى، مثل «سورة الغصن» التي كتبها أثناء نفيه في أدرنة، و «لوح أرض الباء» الذي كتبه في سجن عكا. ولقد منح عبد البهاء الحق الحصري في شرح كتاباته وتعاليمه وأحكامه، وتوضيح مسائل الغموض والاختلاف الواردة للبهائيين لعبد البهاء. وتنصّ هذه الوثائق أيضًا صراحةً على وجوب الاعتراف بعبد البهاء كنموذجٍ كاملٍ يعكس التعاليم والحياة البهائية والمثل الأعلى لتطبيق تعاليم بهاء الله. يُعرف عبد البهاء في الديانة البهائية بـ «مركز العهد والميثاق». وبعد وفاة بهاء الله قاد الجامعة البهائية في فترةٍ صعبةٍ وحساسةٍ للغاية. غالبًا ما تتعرض الحركات الدينية للتحدي بعد وفاة الرسول ومؤسس الدين، وتواجه خطر الانفصال والانحراف عن تعاليمها الأساسية. ولكن بسبب العهد والميثاق الذي دوّنه بهاء الله في وصيته "كتابُ عهدي"، استطاع عبد البهاء، رغم التهديدات الخطيرة والصعوبات التي واجهها، أن يحافظ على وحدة هذا الدين ومبادئه الأساسية، ويمنع الانقسامات والانشقاقات العقائدية والطائفية داخله.
خلال فترة حياة بهاء الله، كان سكرتير والده وممثله في كثيرٍ من المجامع. قضى معظم حياته في السجن والنفي. تم نفيه إلى العراق مع والده عندما كان في التاسعة من عمره، وأخيرًا في سن 64 (عام 1908) أُطلق سراحه من المنفى والسجن بعد أكثر من خمسة عقودٍ، مع إطلاق سراح جميع المعتقلين في الإمبراطورية العثمانية نتيجة ثورة تركيا الفتاة. بعد الإفراج عنه، سافر إلى مصر وأوروبا وأمريكا الشمالية لنشر وترويج تعاليم والده. أما في بلاد الغرب فقد قوبل في كل مكانٍ بالتبجيل والاحترام واستضافة العلماء وكبار رجال الدين من كل الطوائف، فبهرتهم مبادئه. تحدث وخطب في مؤسساتٍ ومجامع وجامعاتٍ علميةٍ ومنابر دينيةٍ عديدةٍ في مدن أوروبا والولايات المتحدة وكندا، وتم إجراء مقابلاتٍ عديدةٍ معه من قِبل الصحف والمجلات الرسمية وغيرها في تلك الدول. لعبت رحلاته إلى الغرب التي دامت ثلاث سنواتٍ دورًا مهمًا في تأسيس مجتمعاتٍ بهائيةٍ في العالم، ونشر التعاليم البهائية عالميًا. في أمريكا الشمالية، سافر إلى حوالي 45 مدينة في الولايات المتحدة وكندا. خلال هذه الرحلة، ألقى حوالي 373 خطبةً، وألتقى بها مع ما مجموعه حوالي 93000 شخصًا. عُرف عبد البهاء في أوروبا والولايات المتحدة بـ «نبيّ السلام». وغالبًا ما كانت الصحافة تُشير إليه في ذلك الوقت باسم «النبي الإيراني». قابله في رحلته شخصياتٍ غربيةً بارزةً مثل ألكسندر جراهام بيل مخترع الهاتف، والرئيس روزفلت الرئيس السابق للولايات المتحدة، والأدميرال بيري مكتشف القارة القطبية الجنوبية.
غالبًا ما شرح عبد البهاء في خطاباته في الغرب المعتقدات والمبادئ الأساسية للدين البهائي، بما في ذلك وجوب تحري الحقيقة بشكلٍ مستقلٍ وخالٍ من التحيز، وكيف أن الأديان جميعها مظاهر مختلفة لحقيقةٍ واحدةٍ، وضرورة انسجام الدين مع العلم والعقل، وأن الجنس البشري واحدٌ والجميع متساوون أمام الله، والتعصبات الدينية والسياسية والتحيزات القومية المدمّرة جميعها تستند إلى الجهل، ووجوب القضاء على الفقر المدقع والثروة المفرطة، ويجب أن يكون الجميع متساوون أمام القانون بحيث تسود العدالة في المجتمع، ويجب أن يكون الرجال والنساء متساوون في الحقوق، ووجوب تربية وتعليم جميع الأطفال. كما تناول عبد البهاء قضية السلام بكرّاتٍ عديدةٍ في خطاباته، محذرًا من أن الاضطرابات في البلقان يمكن أن تتصاعد إلى حربٍ من شأنها أن تجتاح أوروبا. وأعطى في أمريكا أهميةً خاصةً لقضية اختلاف العرق وشجّع الناس من أعراقٍ مختلفةٍ على البحث عن أرضيةٍ مشتركةٍ معًا وإيجاد التعاون فيما بينها. وشدّد على قضية الفقر حيث التقى في أمريكا وأوروبا بالعديد من الفقراء ووصّى على الواجب الاجتماعي للأغنياء تجاه الفقراء.
كان لعباس أفندي فرص الالتقاء والاتصال بنفرٍ غير قليلٍ من أعلام العصر اللامعين في الشرق أيضًا، وخاصةً في العالم العربي بين بيروت وعكاء وحيفا والإسكندرية والقاهرة، امتدت صلاته لتشمل الشيخ الإمام محمد عبده، والأمير شكيب أرسلان، والمؤرخ محمد جميل بيهم، والشيخ يوسف علي، وسليم قبعين، ومحمود عباس العقاد، والشيخ محمد بخيت، ومفتي حيفا الشيخ محمد مراد، والأمير محمد علي ابن الخديوي توفيق، والخديوي إسماعيل، والشاعر وديع البستاني، والكاتب إميل زيدان، وجبران خليل جبران. كما تأثّر بشخصية عباس أفندي بصورةٍ غير مباشرةٍ كلٌ من الكاتب اللبناني أمين الريحاني وزميله ميخائيل نعيمة. وهناك من راسلوه وطلبوا نصحه مثل الكاتب جبران ساسي المهاجر من سوريا إلى مصر.
قام عبد البهاء بإرساء قواعد الوحدة والاتحاد بين البهائيين وحماهم من الإنقسام والإنشقاق وشجعهم على تطوير قدراتهم لخدمة الإنسانية. وكرّس فترة ولايته لتعزيز وترويج المثل العليا للسلام والوحدة والاتحاد بين جموع الناس في كل مكانٍ، وعمل على تشجيع تأسيس المؤسسات البهائية المحلية، فشهدت فترة ولايته نمو الدين البهائي من مجتمعاتٍ دينيةٍ صغيرةٍ محدودةٍ في مناطق قليلة في آسيا وأفريقيا، إلى مجتمعاتٍ حيويةٍ تسعى لتعزيز المثل العليا للوحدة الإنسانية في خمس قاراتٍ، محافظًا على وحدتها. وحاول جاهدًا تعزيز تلك المجتمعات البهائية في تلك المناطق بزيارتهم ومراسلتهم، والتقى بالعديد من الشخصيات البارزة في تلك المناطق، وألقى العديد من الخطب في مجامع ومؤسسات وجامعات علمية ومنابر دينية متعددة تدعو للوحدة والتآخي والسلام.

### أثناء دورة شوقي أفندي
انتقلت مسؤولية قيادة الجامعة البهائية عالميًا وجواز شرح وتوضيح كتابات وآثار بهاء الله بعد وفاة عبد البهاء إلى حفيده الأكبر شوقي أفندي، بحسب وصية عبد البهاء الخطية في «ألواح الوصايا». ويؤكّد عبد البهاء أيضًا في هذه الوثيقة، على تشكيل بيت العدل الأعظم مستقبلًا، والذي تم ذكره كأعلى هيئةٍ تشريعيةٍ في كتابات بهاء الله، كما يوضّح فيها كيف يتم انتخاب هذه الهيئة الروحانيّة والإداريّة العليا من قبل المحافل المركزية. ويذكر شوقي أفندي بأن ألواح الوصايا تعتبر وثيقةً لتشكيل النظام الإداري البهائي. وبعد وفاة عبد البهاء، شرح شوقي أفندي العديد من التفاصيل المتعلقة بهذا النظام الإداري والتي تم تنفيدها بعد وفاته.
تولى شوقي أفندي رباني شؤون الجامعة البهائيّة عام 1921م. وقد كرس شوقي أفندي طاقاته منذ مستهل ولايته، لتطوير النظام الإداري. كان من أهم مسئولياته حماية الدين البهائي والدفاع عنه والمحافظة على الوحدة بين صفوفه. بالإضافة إلى ذلك، كتب شوقي أفندي العديد من الكتب والمقالات، وقام بترجمة كتابات بهاء الله من الفارسية والعربية إلى اللغة الإنجليزية، ووضع نموذجًا للآخرين للترجمة مستقبلًا. قام أيضًا بتلخيص وترجمة كتاب «تاريخ النبيل» الذي يعتبر من الكتب التاريخية المهمة للبهائيين، حيث دوّن الكتاب نبيل الزرندي الذي كان مرافقًا لبهاء الله ومعاصرًا له، وهو كتابٌ مرتبطٌ بتاريخ السنوات الأولى للدين البهائي، سمّى شوقي أفندي تلخيصه لكتاب «تاريخ النبيل» بكتاب «مطالع الأنوار». كما قام أيضًا بشكلٍ مستقلٍ بتدوين تاريخ الدين البهائي بدقةٍ ومنهجيةٍ في أربعة مجلداتٍ تحت عنوان "God Passes By" والذي تُرجم إلى «القرن البديع».
في موازاة ذلك، نفّذ شوقي أفندي برامج لنشر وترويج الدين البهائي في جميع أنحاء العالم، وأرسل شخصيًا العديد من الرسائل إلى البهائيين في العالم يدعوهم إلى أداء واجباتهم وتقديم خدماتهم بإخلاصٍ لمجتمعاتهم. كما قام بتخطيط نقاط الهجرة حول العالم وتشجيع المهاجرين لترك أوطانهم وتعمير البلدان. خلال هذه السنوات، زاد عدد الدول التي وصلت إليها رسالة بهاء الله من 35 إلى 219. قام أيضًا بتوسيع المركز البهائي العالمي في مدينة حيفا وشراء الأراضي والحدائق حول مقام الباب وتصميمها وتنفيذها. قام ببناء قبةٍ جميلةٍ على مرقد الباب، المعروف بـ «المقام الأعلى»، ورتّب أيضًا حدائق فريدةٍ حول مرقد بهاء الله خارج مدينة عكا، والمعروف باسم «الروضة المباركة». قام بتجهيز مبنى «دار الآثار» الذي يضم جميع آثار وكتابات الباب وبهاء الله الأصلية. وقد تم اتخاذ كل هذه الإجراءات لتوفير فضاءٍ روحانيٍ مناسبٍ للمركز الإداري والروحاني للجامعة البهائية العالمية. خلال هذه السنوات، ركّز اهتمامه على بناء المؤسسات المحلية والمركزية وشرح مبادئ انتخابات المحافل الروحانية في المجتمعات البهائية في جميع أنحاء العالم. بالنسبة لمجتمعٍ لا يحتوي على كهنةٍ ورجال دينٍ، فإن هذه المؤسسات المنتخبة ديمقراطيًا تُعتبر أساس الوحدة والتقدم والاستدامة. سعى شوقي أفندي إلى تنمية المجتمعات البهائية الوليدة إلى المستوى الذي أصبحت فيه المؤسسات الإدارية قادرةً على تشكيل بيت العدل الأعظم مستقبلًا.

### بيت العدل الأعظم
بعد وفاة شوقي أفندي في سنة 1957م، دون أن يترك وصيةً أو نجلاً، انتقلت إدارة الشؤون البهائية إلى الإدارة البهائية العالمية المتمثلة في بيت العدل الأعظم. قام البهائيون بالحفاظ على الميثاق الذي شرعه بهاء الله بنظامه الإداري والذي طور مفاهيمه عبد البهاء وكذلك من بعده شوقي أفندي، وعلى هذه الأسس تم إنشاء النظم الإداري البهائي. وفي التصريح التالي، يقدم شوقي أفندي وصفًا للميزة التي تتمتع بها المؤسسات البهائيّة:
يُعد بيت العدل الأعظم الهيئة الرئيسية العليا في النظام الإداري البهائي. حيث يندرج تحت إرشاداته الهيئات المنتخبة والتي تتمثل في المحافل الروحانية المحلية والمحافل الروحانية المركزية، وتعمل على رعاية أمور الجامعات البهائية، حيث تباشر سلطاتها التشريعية والتنفيذية والقضائية. وذلك بالإضافة إلى "هيئات المشاورين القارية"، حيث يتم تعيينهم للعمل حسب توجيهات بيت العدل الأعظم أيضًا، وذلك في مسعىً لممارسة التأثير الإيجابي على حياة الجامعة البهائية من القاعدة وصولًا إلى المستوى العالمي. إن أعضاء هذه المؤسسة يواظبون على تشجيع العمل البنّاء، واحتضان المبادرات الفردية، وتعزيز التعلّم في الجامعة البهائية ككل، بالإضافة إلى تقديم المشورة للمحافل الروحانية.
يُعتبر بيت العدل الأعظم لدى البهائيين هيئةً معصومةً ومؤيدةً من قِبَل الله، أُذِن لها بالتّشريع فيما ليس مذكورًا في كتب بهاء الله وألواحه أو في كتابات عبد البهاء. وطبقاً للنص الواضح من قبل كلّ من بهاء الله وعبد البهاء، فإنَّ لتشريعات بيت العدل الأعظم لدى البهائيين السلطة ذاتها التي تتمتع بها النصوص المقدسة. والفارق هنا، أنَّ بيت العدل الأعظم يحقّ له تغيير أو نسخ أيٍّ من تشريعاته هو حسب تطور الجامعة البهائية أو حسب ما يستجدّ من الظروف، ولكنه لا يملك الحق في تغيير أو نسخ أيٍّ من الأحكام والشرائع التي أنزلها بهاء الله. ويتم اتخاذ كل القرارات في جوٍ من المشورة الهادئة والهادفة وبالإجماع، فإن تعذّر فبأكثرية الآراء. وكذلك ليس لـ أعضاء بيت العدل الأعظم (كأفرادٍ) أية صلاحياتٍ خاصةٍ أو رتبةٍ دينيةٍ.
قام بيت العدل الأعظم في عام 1972م بوضع «ميثاق الأمانة» وهو النظام الأساسي الذي شرح فيه وظائفه ومسؤولياته ونطاق عمله. ويمكن تلخيص هذه الواجبات والمسؤوليات على النحو التالي: إدارة شؤون المجتمع البهائي عالميًا، وتوجيه وتنظيم وتنسيق الأنشطة البهائية في جميع أنحاء العالم، وحماية النصوص والآثار البهائية، وحماية الجامعة البهائية من الاضطهاد والقمع؛ ونشر تعاليم بهاء الله، وتوسيع وتقوية النظام الإداري البهائي؛ وتعزيز الصفات الروحية في المجتمع البهائي، وترويج السلام بين الأمم؛ وتنفيذ أو إلغاء أو تغيير تلك الأوامر والأحكام غير المنصوصة عليها صراحةً من قِبل بهاء الله، وضمان حقوق الأفراد وحرياتهم وإقداماتهم؛ وتطبيق أصول وأحكام الدين البهائي.

## وصلاتٌ خارجية
مواقع بهائية عالمية
- الموقع الرسمي للعقيدة البهائية
- الجامعة البهائية العالمية

### مواقع بهائية عربية
- البهائيون في تونس
- البهائيون في المغرب
- البهائيون في البحرين
- البهائيون في الأردن
- البهائيون في مصر
- البهائيون في قطر
- البهائيون في كردستان-العراق
- البهائيون في العراق
- البهائيون في لبنان
- البهائيون في اليمن